# قفل الباب (فلم)
قفل الباب (بالإنجليزية: Door Lock) (بالكورية: 도어락) هو فيلم إثارة نفسي كوري جنوبي لعام 2018 من إخراج لي كوون. و بطولة غونغ هيو جين وكيم يي وون وكيم سونغ أوه. الفيلم مستوحى من الفيلم الإسباني نوم عميق لعام 2011. وبينما يروي الفيلم الإسباني القصة من وجهة نظر الجاني، فإن الفيلم الكوري يروي نفس الشيء من وجهة نظر الضحية.

## روابط خارجية
- مقالات تستعمل روابط فنية بلا صلة مع ويكي بيانات